# Picket Fences
Picket Fences é uma série de televisão norte-americana originalmente transmitida pela CBS, entre 1992 e 1996. O enredo da série centra-se na vida dos residentes da comunidade ficcional Rome, em Wisconsin. A série venceu o prémio Emmy de melhor série dramática em 1993 e em 1994.

## Elenco
- Tom Skerritt - Sheriff Jimmy Brock
- Kathy Baker - Dr. Jill Brock
- Lauren Holly - Officer Maxine Stewart
- Costas Mandylor - Officer Kenny Lacos
- Holly Marie Combs - Kimberly Brock
- Justin Shenkarow - Matthew Brock
- Adam Wylie - Zack Brock
- Fyvush Finkel - Douglas Wambaugh
- Kelly Connell - Carter Pike
- Zelda Rubinstein - Ginny Weedon
- Don Cheadle - D.A. John Littleton
- Marlee Matlin - Mayor Laurie Bey
- Ray Walston - Judge Henry Bone